# خانه عزیز من
خانه عزیز من (به هندی: Piya Ka Ghar) فیلمی محصول سال ۱۹۷۲ و به کارگردانی باسو چاترجی است. در این فیلم بازیگرانی همچون جایا باچان، آنیل داوان، پاینتال ایفای نقش کرده‌اند.